# Henry Spelman

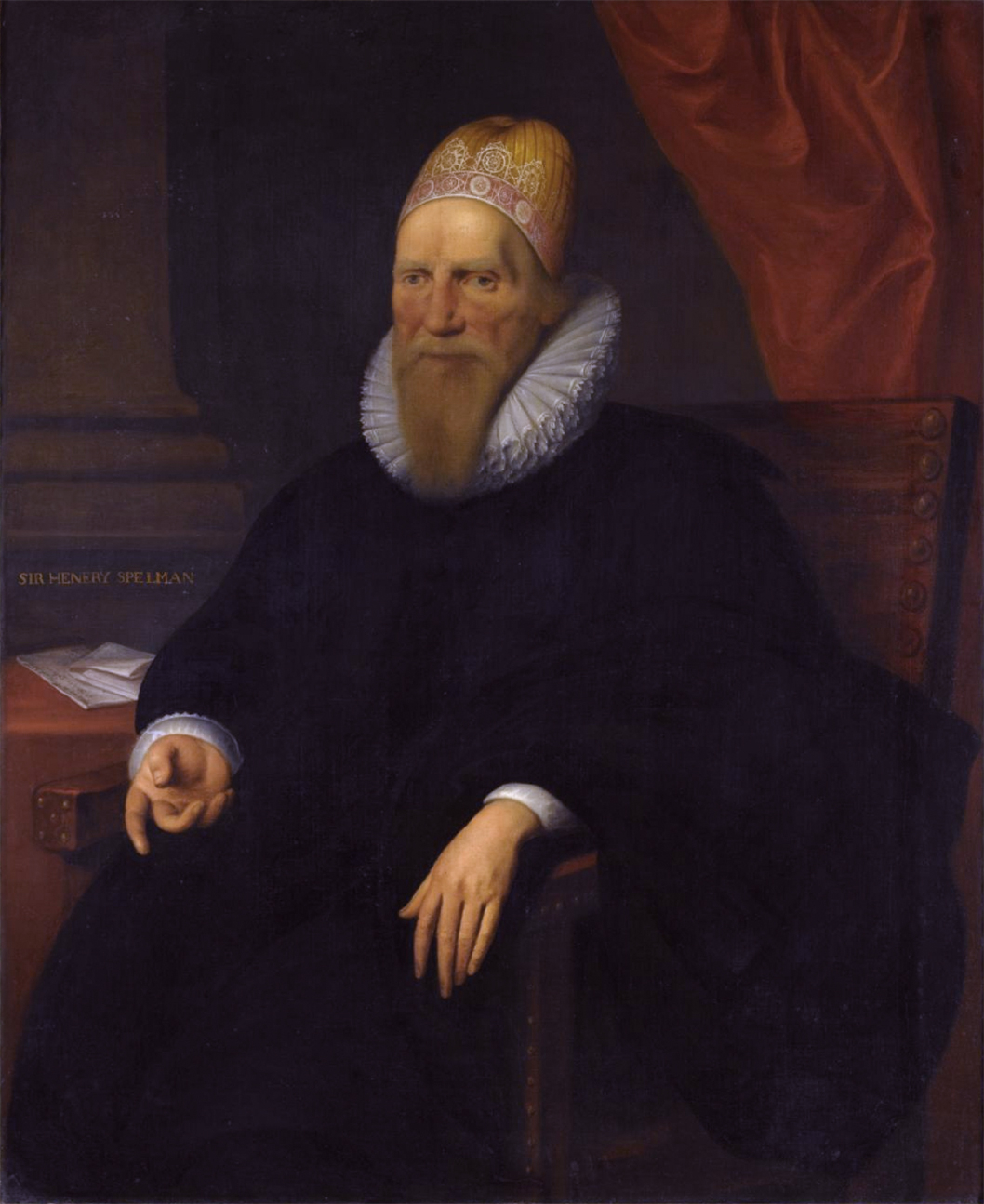
Sir Henry Spelman

Sir Henry Spelman (* 1562 in Congham, Norfolk; † vor dem 14. Qktober 1641 in London) war ein englischer Historiker und Parlamentarier.

## Leben
Spelman studierte am Trinity College der University of Cambridge mit dem Bachelor-Abschluss 1583 und war danach Jurist, zugelassen am Lincoln’s Inn 1585/86. Außerdem kümmerte er sich um den Grundbesitz seiner Familie nach dem Tod seines Vaters 1581. 1593 und 1597 bis 1598 war er Abgeordneter im House of Commons für Castle Rising und 1625 für Worcester. Er wurde vor 1604 als Knight Bachelor geadelt und war 1604 bis 1606 High Sheriff von Nottingham. Ab 1612 wohnte er in London, wo er sich antiquarischen Studien widmete. Er war mit Sir Robert Bruce Cotton befreundet und war wie dieser Mitglied der Society of Antiquaries, zu deren Mitgliedern auch William Camden zählte. Die Aktivitäten der Gesellschaft ließen aber stetig nach und ein Versuch von Spelman zu einer Wiederbelebung 1614 war nicht erfolgreich, da die Gesellschaft das Missfallen des Königs Jakob I. erregt hatte. 1635 gründete er eine Professur (Reader) für Anglosächsische Studien in Cambridge.
1590 heiratete er Elinor le Strange. Später lebte er in London im Haus seines Schwiegersohns Sir Ralph Whitfield. Am 24. Oktober 1641 wurde er in Westminster Abbey begraben. Sein Sohn John Spelman (1594–1643) war ebenfalls Parlamentsmitglied und Antiquar, der eine Biographie von Alfred dem Großen schrieb (erschienen 1678) und 1640 aus der Bibliothek seines Vaters Psalterium Davidis latino-saxonicum vetus herausgab.
Nachdem er 1594 Grundbesitz ehemaliger Klöster von der englischen Krone gekauft hatte, war er in einen langwierigen Rechtsstreit verwickelt. In diesem Zusammenhang war er einer derjenigen, die gegen den Lordkanzler Francis Bacon, der in der Sache gegen ihn entschieden hatte, eine Petition wegen Korruption einreichten. Als Konsequenz aus diesem und ähnlichen Fällen veröffentlichte er ein Pamphlet De non Temerandis Ecclesiis (1613–1616) gegen die Verweltlichung von Kirchenbesitz.
Er war Mitglied des Rates für Neuengland und ab 1627 Schatzmeister der Guiana Company.

## Werk
Als Historiker veröffentlichte er mittelalterliche Quellen zur britischen Kirchengeschichte und befasste sich mit britischer Rechtsgeschichte. Sein Hauptwerk Concilia, decreta, leges, constitutiones in re ecclesiarum orbis britannici mit Dokumenten zur britischen Kirchengeschichte erschien 1639, ein zweiter Band postum 1664 (herausgegeben von William Dugdale). Um angelsächsische und lateinische Rechtsbegriffe gegenüberzustellen, veröffentlichte er 1626 sein Archaeologus in modum glossarii, dessen zweiter Band Glossarium Archaiologicum nach seinem Tod 1664 erschien. Sein Codex legum veterum statutarum regni Angliae, quae ab ingressu Gulielmi I usque ad annum nonum Henry III. edita sunt erschien 1721 in den Leges anglo-saxonicae von David Wilkins. Für die Reihe Theatre of Great Britaine von John Speed schrieb er in Latein den Band über die Geschichte seiner Heimat Norfolk (Icenia). Ein im großen Brand von London verloren geglaubtes Werk von Spelman History and Fate of Sacrilege wurde nach einem Exemplar in der Bodleian Library 1698 veröffentlicht.
Der Bischof von London Edmund Gibson gab 1723 seine Werke heraus (The English Works of Sir Henry Spelman, Kt., Published in his Lifetime; together with his Posthumous works relating to the Laws and Antiquities of England). Eine erste Ausgabe seiner Werke erschien schon zuvor 1698 (Reliquiae Spelmannianae).